# Шергольмен (станція метро)
59°16′38″ пн. ш. 17°54′25″ сх. д. / 59.277138888889° пн. ш. 17.906944444444° сх. д.
«Шергольмен» (швед. Skärholmen) — станція Червоної лінії Стокгольмського метрополітену, обслуговується потягами маршруту Т13.
Станцію було відкрито 1 березня 1967 року як південну кінцеву точку продовження від Сетра

Відстань до Слюссена становить 11.7 км.
Пасажирообіг станції в будень — 13,650 осіб (2019)

Розташування: мікрорайон Шергольмен, Седерорт, поруч розташовано Кунгенс-Курва та рітеїл-парк.  
Конструкція: двопрогінна мілкого закладення (глибина закладення — 5 м) з однією острівною прямою платформою.

## Операції
| Попередня станція | Лінія | Лінія     | Лінія | Наступна станція    |
| ----------------- | ----- | --------- | ----- | ------------------- |
| Сетра до Ропстен  |       | Лінія T13 |       | Ворберг до Норсборг |